# Castillo de San Francisco (Cuba)
El Castillo de San Francisco es un castillo o fuerte militar construido en la ciudad de Santiago de Cuba en el país de Cuba, desaparecido en el siglo XX.

## Historia
Las fortificaciones de Santiago de Cuba, en 1762, fueron calificadas por la Armada Española como "casi imbatibles". El informe enviado a Madrid, se decía que:

"...sus castillos y puestos de su jurisdicción...", contaban para su conservación de unos elementos de fuego incompletos, asegurando que la plaza precisaba de 32 cañones y 11.255 proyectiles correspondientes a estos. A la fecha, pues, no parecía haberse compensado el déficit expuesto en la anterior inspección de los oficiales del gobernador Madariaga, que Prado venía a ratificar en su informativo al ministerio, la exposición del amplio frente marítimo en que radicaban las defensas exteriores de la gobernación subordinada.

La historia mantiene a este castillo como parte de los lugares donde se desarrolló parte de la Guerra de Independencia cubana, y concretamente el llamado desastre del 98, por los españoles.